# Gertrud Rask
Pour les articles homonymes, voir Rask.
Gertrud Rask (1673 - 21 décembre 1735) est une missionnaire luthérienne. Elle est la première épouse du missionnaire dano-norvégien au Groenland Hans Egede et la mère du missionnaire et traducteur Paul Egede.

## Vie en Norvège
Gertrud Rask (le registre paroissial l'enregistre sous le nom de Gjertrud Nilsdatter Rasch) est née à Kvæøya, Troms, Norvège, troisième des six enfants de Niels Nielsen Rasch (1641-1704) et Nille Nilsdatter (décédée en 1716). Ayant grandi dans le climat rigoureux du nord de la Norvège, elle a 34 ans lorsqu'elle épouse Hans Egede, le pasteur de 21 ans de Vågan dans l'archipel des Lofoten. Ils ont quatre enfants : Poul (1709–1789), Niels (1710–1782), Kirstine Matthea (1715–1786) et Petronelle (1716–1805).
La détermination de son mari d'établir une mission au Groenland devient ferme en 1710 au plus tard; Gertrud Rask Egede résiste d'abord fortement à son plan, mais elle s'y plie finalement après qu'il a promis de ne pas aller au Groenland sans elle.

## Mission au Groenland
En 1718, le couple et leurs enfants s'installent à Bergen, d'où, à la fin de la Grande Guerre du Nord, ils embarquent pour le Groenland le 12 mai 1721, arrivant à la rivière Baal (l'actuelle Nuup Kangerlua) sur la côte sud-ouest le 3 juillet. La colonie Hope (Haabets Koloni) est établie sur l'île Kangeq à l'embouchure du fjord; les restes de la maison où la famille vivait avec (initialement) environ 25 autres personnes sont toujours conservés. La colonie est déplacée vers le continent et rebaptisée Godthaab par le gouverneur royal Claus Paarss en 1728.
Malgré son fort penchant piétiste, Gertrude soutient le travail missionnaire de son mari parmi les Inuits, travaillant parmi eux comme infirmière. En 1733, les missionnaires moraves Christian Stach, Matthias Stach et Christian David (en) arrivent et fondent la colonie qui devient d'abord New Herrnhut puis Nuuk. Mais aussi avec eux se trouve l'un des enfants convertis de Hans Egede qui a été envoyé au Danemark pour participer aux festivités entourant le couronnement de Christian VI : l'enfant a contracté la variole et transmet la maladie aux Inuits sans défense, dont des milliers meurent les deux années suivantes. Gertrud Egede travaille parmi eux, mais meurt finalement en 1735.
En 1736, son mari quitte l'île, la laissant sous la garde de son fils Paul Egede et ramène son corps au Danemark pour l'inhumer à l'église Saint-Nicolas de Copenhague (aujourd'hui Kunsthallen Nikolaj) où Egede lui-même est enterré à sa mort en 1758.

## Héritage
Gertrud Rask Land au Groenland, des routes au Groenland et au Danemark, une église à Qaqortoq (alors connue sous le nom de Julianehåb), une maison d'enfants et un restaurant à Nuuk portent tous le nom de Gertrud Rask.
Un navire à vapeur brise-glace, le Gertrude Rask, est lancé à Nakskov, au Danemark, en 1923. Le navire de 47 mètres est utilisé pour le commerce groenlandais et pour plusieurs voyages d'exploration de Copenhague au Groenland, mais coule au large de la Nouvelle-Écosse en 1942.

## Dans la littérature
Elle apparait, ainsi que l'ensemble de sa famille, dans L'Homme rouge et l'homme en noir (2018) de l'auteur danois Kim Leine, qui raconte le début de la seconde colonisation scandinave dans les années 1721-1735.